# Fleurie (Weinbaugebiet)

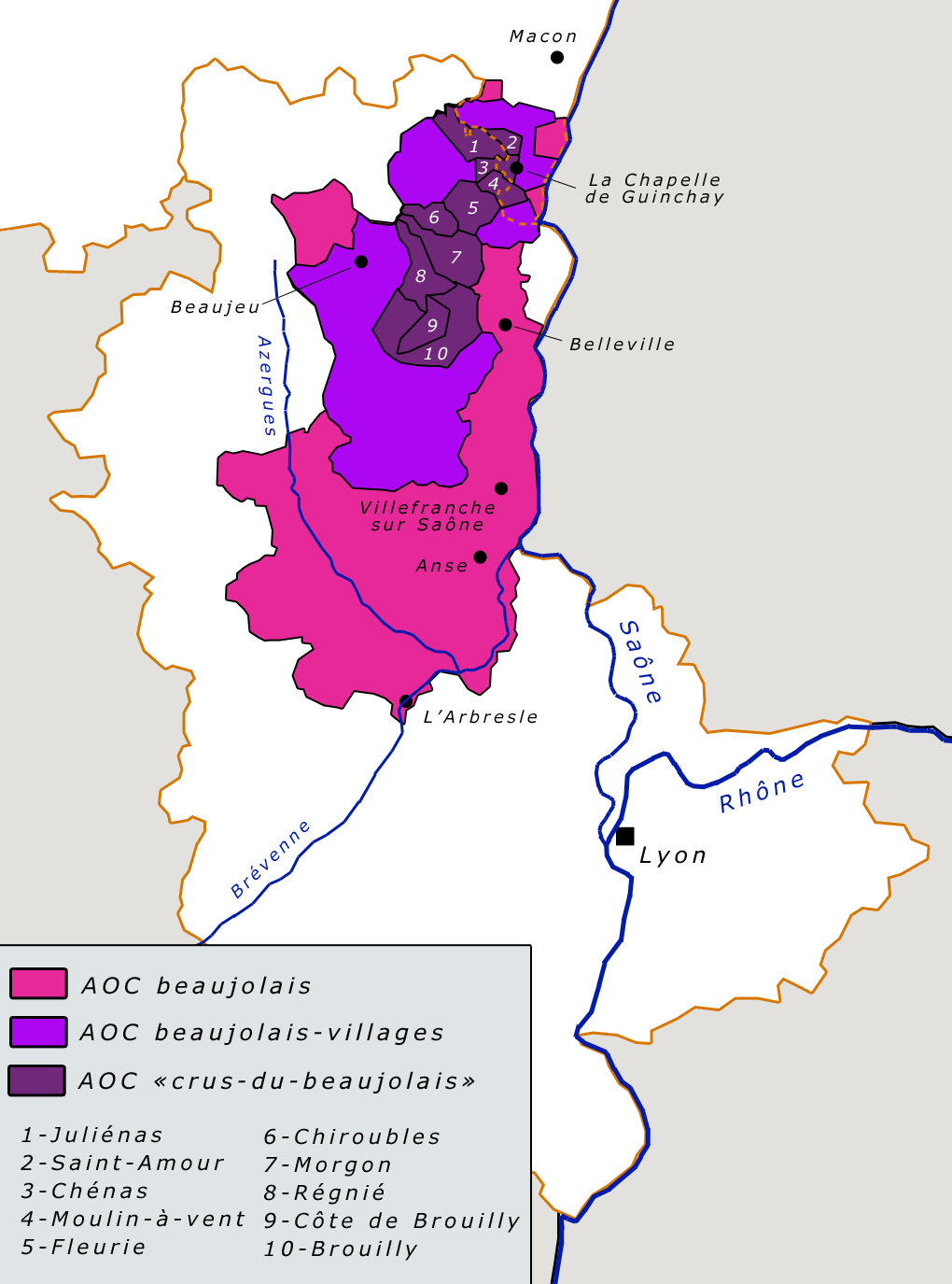
Übersichtskarte des Weinbaugebiets Beaujolais inklusive der zehn Crus

Das französische Weinbaugebiet Fleurie ist eines der zehn Crus des Beaujolais. Das Gebiet erhielt am 11. September 1936 den Status einer Appellation d’Origine Contrôlée (kurz AOC). Die 879 Hektar Rebfläche liegen auf dem Gemeindegebiet von Fleurie im Département Rhône. Das Gebiet grenzt an die Crus Chénas, Moulin à Vent, Chiroubles und Morgon. Die Zone ist in 13 Einzellagen (französisch Climats) unterteilt, deren Namen auf dem Etikett erwähnt werden dürfen. Beispiele für die Lagennamen sind La Chapelle-des-Bois, Les Roches, Grille-Midi, La Joie-du-Palais, Les Moriers.
Hier entstehen Rotweine aus der Rebsorte Gamay, die vielleicht neben dem Chiroubles die typischsten der Beaujolais-Weine sind. Sie sind leicht und spritzig, sehr erfrischend und sollten binnen zwei Jahren aufgebraucht werden. Die Weine werden mit der traditionellen Kohlensäure-Maischung bereitet. Diese Methode der Weinherstellung ist langsam und eignet sich nicht zur Herstellung von Beaujolais Nouveau, ergibt aber deutlich bessere Weine.
In 425 Metern Höhe über dem Meeresspiegel liegt als Wahrzeichen der Appellation eine kleine Kapelle mit der Madonnenstatue Madone de Fleurie, von wo aus man einen Überblick über die gesamte Region hat.
Die Bodenstruktur der Zone besteht aus Granitschotter mit hohem Mangangehalt. 30 Prozent aller Weine von Fleurie werden durch die Genossenschaft ausgebaut, die über einen Verkaufsraum verfügt. In der Nähe des Rathauses befindet sich ein von der Gemeinde eingerichteter Verkostungsraum.
Die anderen Beaujolais-Cru-Weine sind Brouilly, Chénas, Chiroubles, Côte de Brouilly, Juliénas, Moulin à Vent, Morgon, Régnié und Saint-Amour.